# Trinomys myosuros
Trinomys myosuros is een zoogdier uit de familie van de stekelratten (Echimyidae). De wetenschappelijke naam van de soort werd voor het eerst geldig gepubliceerd door Lichtenstein in 1820 als Proechimys myosuros.

## Voorkomen

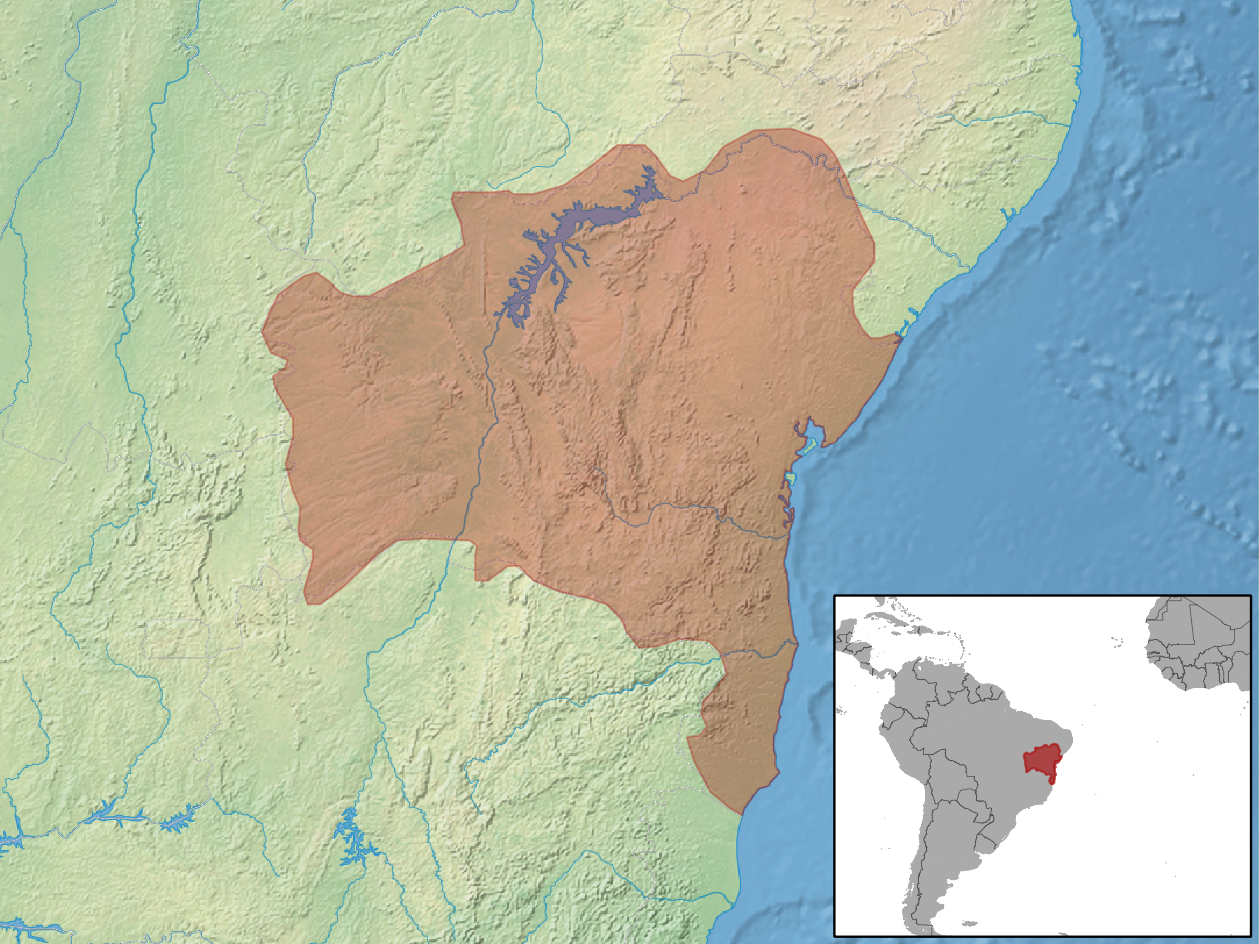
Leefgebied

De soort komt voor in Brazilië in de bossen ten westen van kustberggebied in de staten Bahia en Minas Gerais.